# كوي (أسطورة)
کوي (بالإنجليزية: Kui)‏ رب الأرض البولينيزي الأعمى العجوز وهو والد إينا Ina.